# 克罗伊塔尔
克罗伊塔尔是奥地利下奥地利州米斯特尔巴赫县的一个市镇。总面积21.48平方公里，总人口1378人，人口密度64.2人/平方公里（2005年）。